# Владимиров, Николай Михайлович
Никола́й Миха́йлович Влади́миров (1837 или 1839 — 1914) — потомственный почётный гражданин, член организации «Земля и воля», сподвижник А. И. Герцена. В 1862 году был арестован по «Процессу тридцати двух».

## Биография
Родился в 1839 (или 1837) году. В 1858 году окончил Санкт-Петербургское коммерческое училище, где учился с В. И. Кельсиевым, А. И. Ничипоренко, П. А. Ветошниковым и И. А. Ашмариновым, ставших вскоре сотрудниками А. И. Герцена и герценовскими эмиссарами в России.
После окончания училища, Николай Владимиров получил место бухгалтера фирмы «Скворцов и К°» и был направлен в служебную командировку в Лондон, где сблизился с А. И. Герценом и другими представителями революционной эмиграции и оппозиции. Через Владимирова устанавливает свою связь Андрей Ничипоренко с оставшимся в изгнании в Лондоне Василием Кельсиевым. К нему Владимиров доставляет письма от Ничипоренко и А. П. Щапова.
Из Лондона Н. М. Владимиров отправился в Россию в конце ноября 1861 года. 25 ноября (ст. ст.) он получил подробные инструкции от А. И. Герцена, касающиеся транспортировки в Россию изданий Вольной русской типографии, координации действий организации «Земля и воля», а также другие поручения. Меморандум Герцена, в частности, предусматривал меры по изоляции польско-британского революционера Артура Бенни, работавшего в России, от российской революционной среды, высылку денег И. С. Тургеневу в Париж для организации переезда из Сибири жены М. А. Бакунина А. К. Бакуниной, контакты с К. Д. Кавелиным. 25 ноября Владимиров отбыл в Россию и прибыл туда 3 декабря, встретил в Петербурге Ничипоренко и передал ему письмо с инструкциями Герцена относительно Бенни, а также встретил 7-8 декабря самого Бенни и вручил ему письмо Герцена.
Поскольку Владимиров больше месяца оставался в Петербурге без работы, без средств к существованию и собирался покинуть город, Артур Бенни предложил ему переводческую работу в газете Н. Г. Писаревского «Русский инвалид», где Бенни недолгое время исполнял должность заведующего отделом иностранных корреспонденций. Переписка Бенни и Владимирова, найденная при обыске московской квартиры Владимирова в ночь с 9 на 10 июля 1862 года, стала причиной полицейского надзора за Артуром Бенни.
После этого предложения Владимиров уехал в Москву и работал в московском представительстве торгового дома «Фрум, Грегори и Ко». 10 июля 1862 года был арестован в Москве по «Процессу тридцати двух». 14 июля заключён в Алексеевский равелин Петропавловской крепости, решением Сената осуждён 10 декабря 1864 года за соучастие и пособничество «лондонским пропагандистам»: А. И. Герцену, Н. П. Огарёву, М. А. Бакунину, В. И. Кельсиеву, В. И. Касаткину, а также за распространение их изданий. Владимиров был приговорён к лишению всех прав состояния и восьмилетним каторжным работам на сибирских заводах с последующим поселением в Сибири без права въезда в европейскую Россию. Наказание Владимирову, наряду с аналогичными наказаниями П. А. Ветошникову и Н. А. Серно-Соловьевичу, были одними из самых суровых среди прочих наказаний фигурантов «Процесса тридцати двух».
Затем 30 марта 1865 года каторжные работы подсудимому были заменены в виду его раскаяния ссылкой на поселение в Сибири, а 5 июня он был отправлен из Петропавловской крепости в Петербургскую пересыльную тюрьму. 4 июля 1865 года на Мытной площади Санкт-Петербурга был публично объявлен приговор, после которого Николай Михайлович был отправлен по этапу в Сибирь. С 1866 года Владимиров поселился в селе Оёк.